# Newark Castle (Nottinghamshire)
 For alternative betydninger, se Newark Castle. (Se også artikler, som begynder med Newark Castle)
Newark Castle er en middelalderborg i byen Newark i Nottinghamshire i England grundlagt i 1100-tallet af Alexander, Biskip af Lincoln. Oprindeligt blev den bygget af tømmer, men mod slutningen af århundrederet af sten.
Natten til den 18. oktober 1216 døde kong John af dysenteri på slottet efter en fest her.
I 1600-tallet blev borgen delevist revet ned efter den engelske borgerkrig for at forhindre, at den blev brugt militært. I 1840'erne blev den restaureret af Anthony Salvin, og Newark City Council der havde købt stedet i 1899. Gilstrap Heritage Centre er et gratis museum på fæstningen, der fortæller om Newarks historie.